# Den Harrow
Den Harrow é um projeto italiano de italo disco que foi popular nos anos 80. Stefano Zandri (nascido em 4 de junho de 1962, Nova Milanese, Itália), um modelo de moda de Milão, foi escolhido para ser o vocalista de Den Harrow. Em 2012 Stefano revelou que não era ele quem cantava as canções.

## Discografia

### Álbuns de estúdio
| 1985                                               | Overpower - Lançado: 1985 - Gravadora: Baby Records                            | —  | 29 | 20 |
| 1987                                               | Day by Day - Lançado: 1987 - Gravadora: Baby Records                           | 13 | 27 | 4  |
| 1988                                               | Lies - Lançado: 1988 - Gravadora: Baby Records                                 | 63 | —  | —  |
| 1996                                               | I, Den - Lançado: 1996 - Gravadora: One Way Records                            | —  | —  | —  |
| 1999                                               | Back from the Future - Lançado: 1999 - Gravadora: Do It Yourself Entertainment | —  | —  | —  |
| "—" denota um lançamento que não entrou na parada. |                                                                                |    |    |    |